# Кастильоне а Казаурия
Кастильо̀не а Каза̀урия (на италиански: Castiglione a Casauria) е село и община в Южна Италия, провинция Пескара, регион Абруцо. Разположено е на 350 m надморска височина. Населението на общината е 875 души (към 2010 г.).